# Roodschouderwidavink
De roodschouderwidavink (Euplectes axillaris) is een zangvogel uit de familie Ploceidae (Wevers).

## Verspreiding en leefgebied
Deze soort komt voor in centraal, oostelijk en zuidoostelijk Afrika en telt 6 ondersoorten:
- Euplectes axillaris bocagei: van Mali tot de noordelijke Centraal-Afrikaanse Republiek en zuidelijk tot noordoostelijk Namibië, noordelijk Botswana en noordoostelijk Zimbabwe.
- Euplectes axillaris traversii: Ethiopië.
- Euplectes axillaris phoeniceus: van Soedan, Oeganda en Kenia tot noordoostelijk Zambia.
- Euplectes axillaris zanzibaricus: zuidelijk Somalië, oostelijk Kenia, oostelijk Tanzania en de nabijgelegen eilanden.
- Euplectes axillaris quanzae: westelijk Angola.
- Euplectes axillaris axillaris: oostelijk Zambia, Malawi, Mozambique en oostelijk Zuid-Afrika.